# Cortodera wittmeri
Cortodera wittmeri là một loài bọ cánh cứng trong họ Cerambycidae.